# Theix
Theix (tiếng Breton: Teiz) là một xã ở tỉnh Morbihan trong vùng Bretagne tây bắc Pháp. Xã này có diện tích 47,13 km², dân số năm 1999 là 5029 người. Khu vực này có độ cao từ 2-107 mét trên mực nước biển.
Cư dân của Theix danh xưng trong tiếng Pháp là Theixois.

## Tiếng Bretagne
Năm 2007, có 24,6% trẻ em học trường song ngữ ở cấp tiểu học.